# ییوا

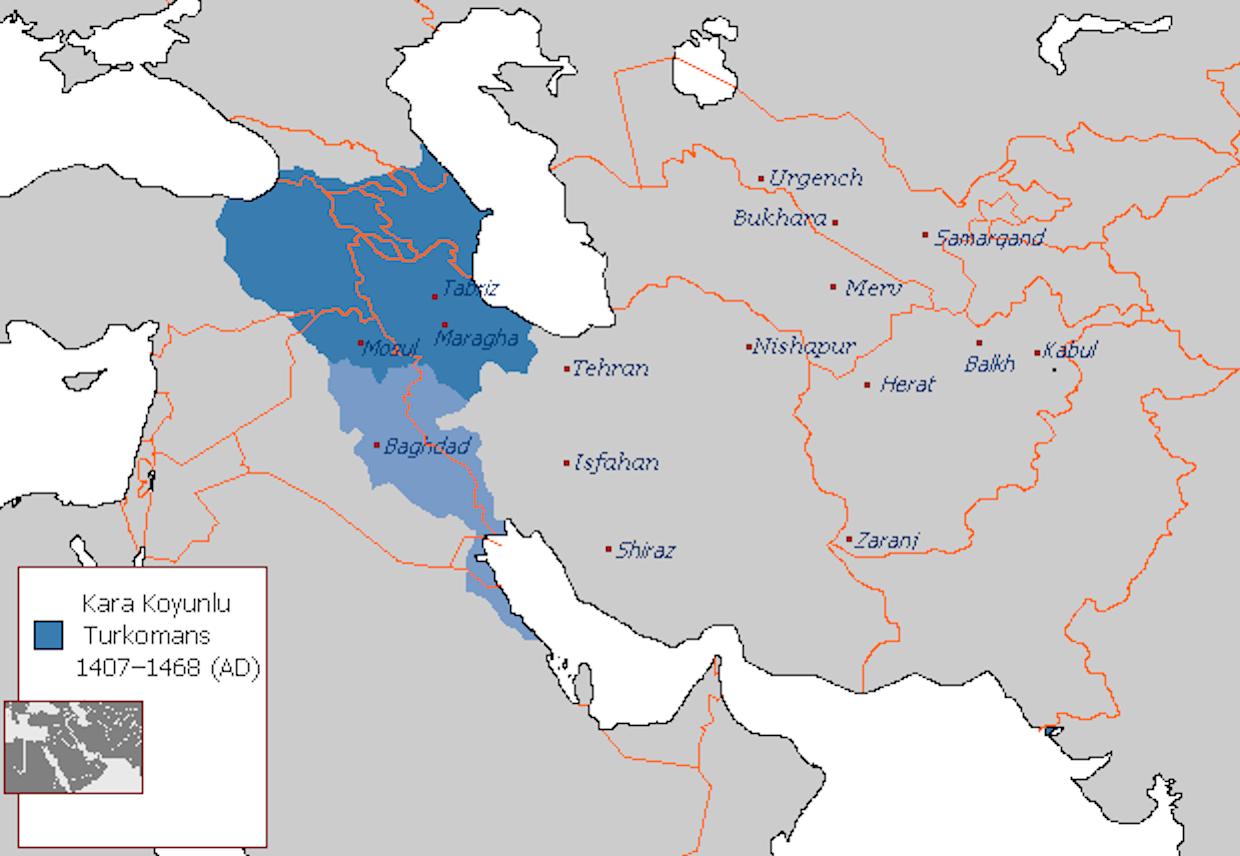
قراقیونلوها و بهارلوها اصالتاً از قبیله ییوا بودند

ییوا (به تُرکی: Yıva) یکی از قبایل بیست و دوگانه از تُرکان اغوز (ترکمانان) بود. این قبیله منسوب به دنیزخان، جوانترین پسر اغوزخان است. قراقیونلوها و ایل بهارلو اصالتاً از این قبیله بوده‌اند. 